# 望廈炮台
望廈炮台（葡萄牙語：Fortaleza de Mong-Há），又稱望廈山炮台、蓮峰山炮台和黑鬼山炮台，是一座始建於1849年，建成於1866年的位於澳門半島北部望廈山（又稱蓮峰山）海拔60.7米高山頂上的複合式中小型炮台，曾是葡萄牙殖民地時期的軍事防禦據點之一。望廈炮台與位於澳門半島東北部的馬交石炮台互相配合，組成一條昔日澳葡政府用以控制半島北面陸地和東北部海域的重要防線。該炮台與澳門其他炮台相比的獨特之處是，它是全澳門唯一一座不具備海防能力的陸戰堡壘炮台，其炮口皆朝向北面的中國大陸，以中國大陸的軍事力量為預設的打擊及防範目標。
望廈炮台被列入《澳門文物名錄》中，屬於紀念物類別，亦屬於1997年開放的望廈山市政公園園內的一部分。

## 歷史

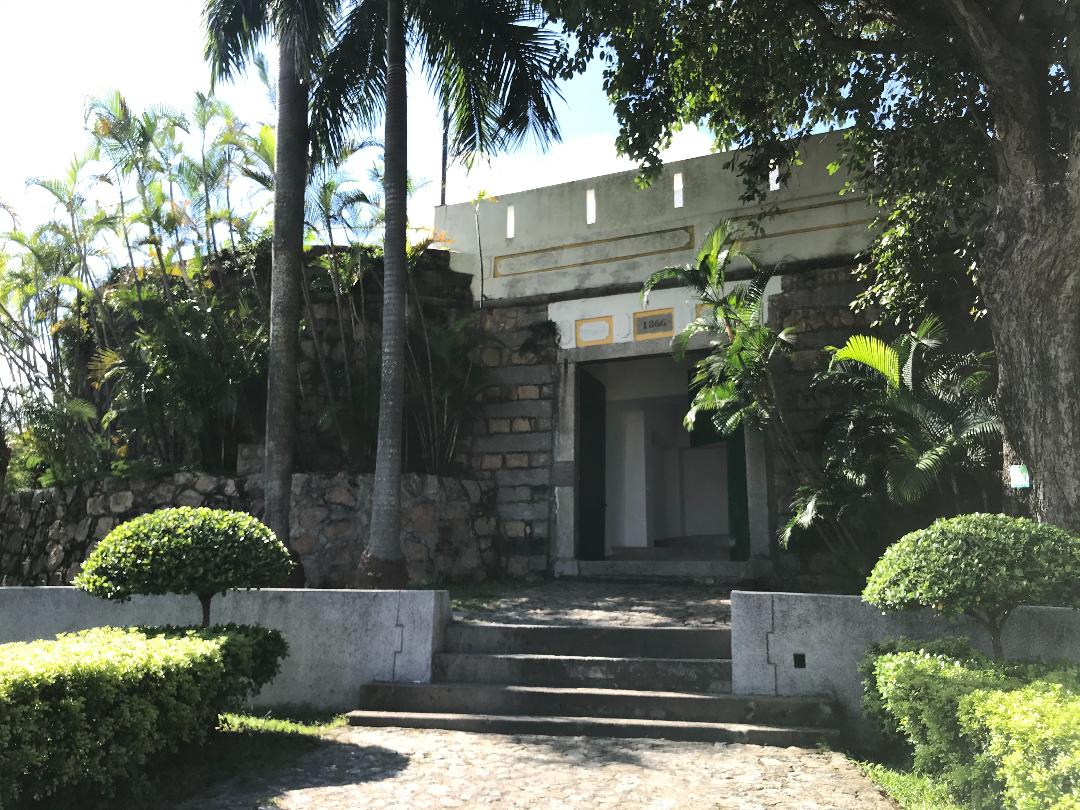
望廈炮台正門，門上刻有建成年份1866年

望廈炮台的修築計劃始於1849年（清道光二十九年），由澳門第79任總督法西斯古·亞馬留監督及策劃，亞馬留在1846年4月到達澳門就任總督後一改以往澳葡政府對華溫順的態度，他推行高壓殖民政策，下令搗毀澳門城牆，將澳葡勢力擴張至澳門城區以外，並把統治權擴至華籍居民，強行在原不屬澳葡管治的華人居住地拆屋挖墳以開闢馬路，開始對澳門實行全面的殖民管治。亞馬留的高壓政策引發民眾仇恨，結果他在1849年被望廈村村民沈志亮等人刺殺。亞馬留被刺殺後，其部下軍官美士基打領軍擊退駐守拉塔石炮台（位於現珠海市香洲區拱北）的清軍，迫使中方軍事力量退出舊關閘區域，澳葡得以全面佔領澳門，史稱關閘事件。儘管該事件結果為修築炮台提供了有利條件，然而工程因亞馬留被刺殺等政治及其他因素而被擱置。1864年，澳葡軍方以望廈山能夠有效威脅中國大陸為主要考慮，且認為時機已比當年有利，故重啟望廈炮台修築工程，並在兩年後的1866年（清同治三年）於總督阿穆恩·亞馬留的任期內建成。
望廈炮台建成後成為了澳門唯一一座完全且專門用以針對中國軍事力量的炮台，也隨即成為澳門軍事防衛的新核心，它與同樣位於澳門半島北部的馬交石炮台互相配合，組成一條控制半島北面陸地和東北部海域的重要防線。炮台建成初期，由於無避雷設施，故經常被雷電擊中，因而望廈炮台也有「雷打炮台」這一別稱。到了20世紀，望廈炮台所在地及周邊成為了軍營，曾用作駐守來自葡屬安哥拉及葡屬莫桑比克的非洲裔葡萄牙兵，由於他們經常酗酒生事、搶劫和騷擾居民，被民眾憎惡，故望廈山又被民間俗稱「黑鬼山」。1960年，望廈炮台停止使用，到了1970年代，駐軍奉命撤走後，山地一度被荒廢空置，炮台的軍事性質也逐漸消失，1982年，炮台周邊的兵營被改建為澳門旅遊學院，山上亦在1997年建成望厦山市政公園，炮台則作為文物及公園內一部分得以保留。
2017年，民政總署（現市政署）對炮台進行包括為金屬構件重髹油漆、修補和重鋪室外牆身及麻石地台，以及重鋪屋頂及部份地台防水層等修繕工程，於同年重新開放。

## 設計及特徵
望廈炮台佔地650平方米，位於具有制高優勢的澳門半島北部蓮峰山頂上，屬於複合式中小型炮台，並可設置10門大炮。有別於早期澳門的炮台，望廈炮台和馬交石炮台並非使用棱堡設計，而是採用圓形平面的炮壘，在最初期炮台上配置了兩門專門用於擊穿並炸沉裝甲戰艦的65mm的阿姆斯特朗海軍炮，現時配置的則是兩門前膛炮複製品。
望廈炮台自建成至今歷過數次大規模重整，其原始面貌已不復見。現時炮台分別有護牆和堡內廣場（炮台平台）兩項主要設施：堡內廣場內的火炮架設點和火藥庫是最古老的建築，補給庫的門牌上則記有重建年份1887年，崗樓及其內部的指揮室則經過改造，而中央瞭望台、崗哨和主炮炮台是最新的建築，加設於20世紀時期，由水泥灌注建成；炮台牆體高度7米為，由花崗岩築成，外圍還有一段不完全包圍的2米高矮牆，而護牆厚度的強化程度可抵禦大型艦炮的炮彈。